# St. Johannes Baptista (Sankt Johann)
Die Wallfahrtskirche St. Johannes Baptista war eine Wallfahrtskirche im oberschwäbischen Sankt Johann, einem Ortsteil von Kammlach. Sie stand südlich von Haus Nr. 86 auf der Wiese. Grabungen von 1959 brachten Fundamente eines spätgotischen Ziegelbaues zutage. Sie hatten eine Gesamtlänge von 27 Metern, die Westfassade maß 10 Meter. Die Südseite bestand aus dem drei Achsen messenden, mit einem Dreiviertelschluss versehenen Chorraum. Auch Strebepfeiler wurden im Chorraum nachgewiesen. Die Gewölberippen bestanden aus Ton.
Die Kirche bestand bereits 1167, als Abt Isegrim der Gemeinde eine Reliquie schenkte. Drei sehr alte Altäre wurden 1679 erwähnt. Bei der Säkularisation wurde die Kirche 1803 geschlossen und 1818 abgebrochen. Ob der als Privatkapelle benutzte Bau, der nach 1818 noch vorhanden war, aus dem Chorraum des abgebrochenen Kirchenbaus bestand, ist zweifelhaft. Nach Aussage von Ortsbewohnern soll diese Kapelle nicht bei Haus Nr. 86, sondern bei Haus 85 gestanden haben. Sie wird in der Pfarrchronik als sehr alt beschrieben. Sie wurde 1901 renoviert und 1918 als baufällig abgebrochen. Die Glocke im Dachreiter befindet sich jetzt auf dem aus der ersten Hälfte des 19. Jahrhunderts stammenden Haus Nr. 86 1/2.